# Ricigliano
Ricigliano – miejscowość i gmina we Włoszech, w regionie Kampania, w prowincji Salerno.
Według danych na rok 2004 gminę zamieszkiwało 1339 osób, 49,6 os./km².